# Hermann Kreß
Hermann Kreß (* 23. Juli 1895 in Haßfurt; † 11. August 1943) war ein deutscher Offizier, zuletzt Generalleutnant im Zweiten Weltkrieg. 
Zu Beginn der Operation Barbarossa (Juni 1941) führte er als Oberst das Gebirgsjäger-Regiment 99 in Galizien. Im Rahmen der 1. Gebirgs-Division bei der 17. Armee eingesetzt, erfolgte nach der Einnahme von Lemberg der Durchbruch der Stalinlinie nach Winniza. Er wurde am 20. Dezember 1941 mit dem Ritterkreuz des Eisernen Kreuzes ausgezeichnet. Kreß führte ab Oktober 1942 als Nachfolger von General Eglseer die 4. Gebirgs-Division beim Einbruch im Kaukasus und beim fehlgeschlagenen Angriff auf Tuapse. Ab April 1943 führten seine Truppen im Rahmen des V. Armeekorps Abwehrkämpfe im Raum Noworossijsk, wo Kreß im August 1943 Opfer eines sowjetischen Scharfschützen wurde. Er wurde in Krassno Medwedowskaja beigesetzt.